# Северодонецк (аэропорт)
«Аэропорт „Северодонецк“»  — аэропорт в городе Северодонецке Луганской области. Расположен в 4 километрах к юго-востоку от города. В зону обслуживания аэропорта входили близлежащие города Лисичанск и Рубежное.
В 2022 году аэропорт был разрушен в результате боёв и не функционирует.

## История

### Старый аэропорт
Старый аэропорт начал работу ещё в конце 1940-х годов. Его появление связано со строительством и работой химического комбината. Поскольку посёлок (а вместе с ним и завод) не имел железнодорожного сообщения, было решено наладить сообщение по воздуху. Аэровокзал располагался в районе нынешней троллейбусной остановки «Аммиак», взлётно-посадочная полоса была грунтовая.
Изначально аэропорт не предполагал пассажирских перевозок и служил лишь для отправки специалистов предприятия «Азот» в срочные командировки. В середине 1950-х аэропорт начал осуществлять пассажирские рейсы. Основными самолётами были Ан-2 и Ли-2. В 1967 году с помощью малых самолётов было перевезено более 68 тысяч пассажиров и около 500 тонн грузов.
По состоянию на 1966 из старого аэропорта совершались следующие рейсы:
- Луганск — 19 рейсов в день (первый в 7:55, последний в 18:55)
- Донецк — 6 рейсов в день (первый в 8:35, последний в 17:05)
- Харьков — 3 рейса в день (первый в 9:25, последний в 12:10)
- Ростов-на-Дону — 1 рейс в 14:25

Кассы по продаже авиабилетов располагались по адресу: ул. Лисичанская (в 1975 переименована в просп. Гвардейский), 19.
Ныне на месте бывшего аэропорта находится дачный массив.

### Новый аэропорт
Так как пассажиропоток и объёмы грузоперевозки росли, постановлением Совета Министров УССР 21 июня 1960 года было принято решение о строительстве в городе Северодонецке современного аэропорта регионального значения. В 1962 году началось строительство. Новым местом аэропорта стал участок между тремя посёлками Северодонецка: Сиротино, Метёлкино и Боровское. Между эти поселками было огромное поле, вокруг которого был сосновый лес. В течение двух лет была построена взлётно-посадочная полоса (ВПП), а позже достроен терминал, ангары для спецтехники. Новый аэропорт был открыт в 1968 году. С момента начала работы аэропорт вошёл в состав Ворошиловградского объединённого авиапредприятия.
Аэропорт принимал такие самолёты, как Ан-24, Як-40, Л-410, которые связывали город со многими городами страны. В 1975 году результаты работы аэропорта были наивысшими: было совершено 5100 вылетов, перевезено 114,5 тысяч пассажиров, около 2,5 тысяч тонн грузов. В 1979 году из Ульяновска прибыл в аэропорт самолёт Ан-12 с бортовым номером СССР-11387, отработавший положенный ресурс и предназначенный к утилизации. С ульяновского завода этот Ан-12 отправился в свой последний рейс в аэропорт Северодонецк. После посадки специалисты аэропорта, а также специалисты завода УАПК, подготовили самолёт для транспортировки в город. С него слили керосин и сняли крылья, а после сцепили с автотягачом КРАЗ и транспортировали к месту последней стоянки на пустырь Проспекта Космонавтов, где он простоял до начала 2000-х годов.
В конце 1980-х годов объёмы грузопассажирских перевозок выросли как никогда, и встал вопрос о расширении функций аэропорта. Так же появился проект объединения трёх городов — Северодонецка, Лисичанска и Рубежного в один большой город Менделеев и придания ему статуса областного центра. К этому времени стало ясно, что с объёмом пассажиропотока Ан-24 и Як-40 уже не справляются, и нужны лайнеры дальне- и среднемагистральные, такие как Ту-154. В начале июня 1990 года в аэропорту начались подготовительные работы (вырубка лесопросеки) для строительства новой взлётно-посадочной полосы, которая смогла бы принимать самолёты класса Ту-154, а также двух ангаров для обслуживания самолётов и строительство нового терминала. В 1990 году были открыты авиакоридоры для других стран и авиакомпаний над территорией СССР. Поэтому в августе 1990 года в аэропорт прибыла комиссия, которая приняла решение, что полосу необходимо удлинить ещё на 1,2 км, для того, чтобы на неё в случае нештатной ситуации мог совершить аварийную посадку самолёт Boeing-747, который на тот момент времени был самым большим самолётом в мире. В дальнейшем от этой идеи отказались в пользу Донецкого аэропорта.
В 1991 году Ворошиловградское объединённое авиапредприятие из производственного объединения стало авиакомпанией «Луганские Авиалинии». Регулярные рейсы из аэропорта были прекращены в 1993 году из-за нерентабельности. Самолёты были отправлены к месту приписки, а дальнейшие работы по реконструкции аэропорта под большую авиацию были прекращены.
В 1995-м году аэропорт перешёл в муниципальную собственность города Северодонецка. Городом в то время руководил тогдашний мэр Грицишин В. Е. Финансирование аэропорта городскими властями привело к задолженности по коммунальным услугам и зарплате сотрудникам в размере 5 лет.
В 2000-м году состоялась продажа аэропорта Лисичанскому нефтепроводному управлению. После смены собственника аэропорт получил второе дыхание: так, с 2001 года аэропорт начал выполнять чартерные рейсы. В 2002 году был восстановлен коллектив, начались частичные ремонты помещений, оборудования, наземных искусственных покрытий аэродрома, был запущен регулярный рейс в Киев. Однако по причинам плавно развивающегося кризиса в стране и нерасторопности власти финансирование ремонта аэропорта было приостановлено, а после централизации власти Лисичанское РНУ потеряло статус хозяйственной структуры. Решение вопросов было передано в Кременчуг и Киев, финансирование ремонта аэропорта было прекращено на начальном этапе, но при этом существующие объекты — гостиница, аэровокзал, склады были разорены. Кроме того, новый руководитель подразделения предприятия-собственника, Виктор Щугорев, не захотел содержать нерентабельный объект.
В начале 2011 года аэропорт был передан группе компаний Дмитрия Фирташа. В 2014 году в начале вооружённого конфликта имущество аэропорта и техника была разворована и вывезена с территории аэродрома.
C начала 2015 года аэропорт находится в собственности Луганской областной администрации. Так как луганский аэропорт в результате боевых действий был полностью разрушен и находится на неподконтрольной украинским властям территории, было принято решение о создании нового областного аэропорта на базе Cеверодонецкого.
В 2015 году было создано КП «Международный аэропорт „Северодонецк“». Генеральным директором был назначен Юрий Фалалеев.
По состоянию на 2022 год аэропорт разрушен и не функционирует.